# Luis Pericot García
Luis Pericot García (Gerona, 2 de septiembre de 1899-Barcelona, 12 de octubre de 1978) fue un historiador y arqueólogo español, especialista en prehistoria.

## Biografía
Nacidó el 2 de septiembre de 1899 en Gerona. Formado en la Universidad de Barcelona, tuvo por mentor a Pedro Bosch Gimpera. En 1918-1919 se trasladó a Madrid, para realizar los cursos de doctorado en la Universidad Central; entró en contacto con Manuel Gómez-Moreno y el grupo de historiadores y arqueólogos del Centro de Estudios Históricos (Elías Tormo, Sánchez Cantón, Cayetano de Mergelina, Juan Cabré, Emilio Camps...). En Madrid recibió también las enseñanzas de Hugo Obermaier, más afín al grupo de Bosch, en cuanto a su formación germánica y su concepción ultrapirenaica de la historia, frente al hispanismo más cerrado de Gómez-Moreno.
Hombre afable y con un fino sentido del humor —según recordaron Antonio Blanco Freijeiro y José María Blázquez—, dentro del ambiente científico se le consideró una persona conciliadora; en tal sentido, medió con éxito entre las disputas de varios maestros, consiguiendo reconciliar a Pedro Bosch Gimpera con Manuel Gómez-Moreno, a Henri Breuil con Eduardo Hernández Pacheco y con Juan Cabré, incluso a Gómez Santacruz, abad de Soria, con Adolf Schulten, tras años de implacable hostilidad suscitadas por diferencias de temperamento, de escuela o de filosofía; o como en este último caso, por su visión sobre Numancia.
Uno de los primeros trabajos de envergadura de Luis Pericot fue un estudio sobre los dólmenes y el megalitismo publicado en 1925 con el título La civilización megalítica catalana y la cultura pirenaica, publicación mediante la que accedió a la cátedra de Historia Antigua y Media de la Universidad de Santiago de Compostela. En esta época colaboró con Florentino López Cuevillas, el más destacado prehistoriador de Galicia, excavando la citania de Troña, en  Puenteareas, provincia de Pontevedra. 
En 1927, al terminar su etapa en Galicia, pasó a ocupar la cátedra de Historia Moderna y Contemporánea de España en la Universidad de Valencia, aunque siguió con sus investigaciones en el campo de la Prehistoria. En Valencia logró un selecto grupo de discípulos, colaborando con el Servicio de Investigación Prehistórica, culminando en las excavaciones de la Cueva del Parpalló en Gandía, donde se encontraron millares de piezas líticas del gravetiense, solutrense y magdaleniense, y exhumó más de 5000 muestras de pintura de esas edades. Recogió sus investigaciones valencianas en su libro La Cueva de Parpalló, publicado en 1942; y en el artículo "Parpalló treinta y cinco años después", en Pyrenae (1965). También dentro de la Prehistoria valenciana excavó yacimientos como la Cueva de las Mallaetas, el Barranco Blanco o la Cueva de la Cocina. En 1927 entró en contacto con Isidro Ballester Tormo, fundador del Museo de Prehistoria de Valencia y del Servicio de Investigación Prehistórica de la Diputación de Valencia, y luego del Archivo de Prehistoria Levantina, zona muy activa desde el hallazgo de la Dama de Elche. Las excavaciones en la zona levantina en esa época incluyeron La Bastida de les Alcuses en Mogente, dentro de la cultura ibérica, o la Cova Negra de Játiva. La exhibición del plomo escrito de la Bastida en la Exposición Internacional de Barcelona (1929), y su declaración de Monumento Histórico-Artístico (1931) significaron una gran proyección internacional.
En 1933 participó en el crucero universitario por el Mediterráneo de 1933 que fue un viaje de estudios realizado durante el verano, con cerca de doscientas personas entre catedráticos, profesores universitarios y alumnos de diversas facultades (algunos de ellos futuras primeras figuras de la vida cultural española). Entre ellos se contaron Martín Almagro Basch, Juan de Mata Carriazo, Fernando Chueca Goitia, Antonio García y Bellido, Manuel Gómez-Moreno, Enrique Lafuente Ferrari, Julián Marías, Gregorio Marañón Moya y Antonio Tovar.
En 1933, se traslada a Barcelona, donde hasta la fecha de jubilación desempeñaría cuatro cátedras con nomenclatura distinta (Etnología en 1933, Historia Moderna y Contemporánea de España en 1934, Historia Antigua y Media en 1943 y Prehistoria en 1954).
De sus numerosas publicaciones, en etnología destacan sus trabajos sobre los pueblos de América, publicados en 1928 y en 1945, y América indígena de 1935 y 1961. Pero también dio numerosas conferencias, escribió muchos artículos y libros, y tradujo obras extranjeras como Viriato de Adolf Schulten, la Italia primitiva de León Homo o la Prehistoria de Hoernes. Por lo demás, en España, el gran público tuvo acceso a su obra historiográfica a través de los 6 volúmenes, compilados por él, de la Historia de España. Gran historia general de los pueblos hispanos, publicados en Barcelona por el Instituto Gallach (con varias ediciones en la segunda mitad del siglo XX), y en la que, junto al propio Pericot, colabora un elenco de historiadores entre los que se cuentan José Luis Martín, Emilio Camps Cazorla, Luis Ulloa, Frederic Camp i Llopis, Manuel Reventós Bordoy, Joan Reglà y Carlos Seco Serrano.
El Anuario de Estudios Atlánticos (núm. 1, 1955), editado por el Patronato de la Casa de Colón de Las Palmas de Gran Canaria, con el patrocinio del Cabildo Insular de Gran Canaria y el Consejo Superior de Investigaciones Científicas (Madrid), recoge un artículo de Luis Pericot García, que lleva el título de "Algunos nuevos aspectos de los problemas de la prehistoria canaria", que contiene numerosos grabados, dibujos e ilustraciones.